# Karl Irndorfer
Karl Irndorfer (* 10. Dezember 1978 in Freistadt) ist ein ehemaliger österreichischer Fußballspieler.

## Karriere
Irndorfer begann seine Karriere beim SV Gallneukirchen. Zur Saison 1996/97 wechselte er zum Zweitligisten SK Vorwärts Steyr. Im November 1996 debütierte er für Steyr in der 2. Division, als er am 14. Spieltag jener Saison gegen den SV Stockerau in der 71. Minute für Herbert Laux eingewechselt wurde. Mit Steyr verpasste er in jener Saison in der Relegation gegen den SCN Admira/Wacker den Aufstieg in die Bundesliga.
1998 konnte er schließlich mit Steyr als Zweitligameister in die Bundesliga aufsteigen. Sein Debüt in der höchsten Spielklasse gab er im August 1998 gegen den FK Austria Wien. Mit Steyr musste er jedoch am Ende der Saison 1998/99 als Tabellenletzter wieder absteigen. Daraufhin wechselte er zur Saison 1999/2000 zum Zweitligisten FCN St. Pölten. Nach dem Konkurs von St. Pölten in der Winterpause schloss er sich dem Bundesligisten LASK an. Mit den Linzern stieg er 2001 aus der Bundesliga ab.
Im Juli 2002 erzielte er bei einem 3:2-Sieg gegen den DSV Leoben sein erstes Tor in der zweithöchsten Spielklasse. Im Jänner 2003 wechselte Irndorfer zum Regionalligisten SC Schwanenstadt. Zur Saison 2004/05 kehrte er zu Gallneukirchen zurück. Mit dem Verein stieg er 2006 aus der OÖ Liga ab. Im September 2006 absolvierte er sein letztes Spiel für Gallneukirchen und beendete seine Karriere im Alter von 27 Jahren.

## Nach der Karriere
Nach dem Ende seiner Karriere veröffentlichte Irndorfer ein Buch mit dem Titel Strukturreform des österreichischen Fußballs: Der Ball ist rund, das Geld ist schwarz.